# 奧斯塔公爵夫人伊蓮妮
伊蓮妮公主（希臘語：Πριγκίπισσα Ειρήνη，1904年2月13日—1974年4月15日），希臘國王康斯坦丁一世的次女，名義上的克羅埃西亞王后（1941年至1943年在位）。

## 生平
伊蓮娜是家中的第五個孩子，有三個哥哥喬治、亞歷山大、保羅和一個姐姐埃列娜。
1939年，伊蓮娜與斯波萊托公爵艾蒙內結婚。1941年，艾蒙內被維托里奧·埃馬努埃萊三世任命為克羅埃西亞國王，稱「托米斯拉夫二世」，因此伊蓮娜成為名義上的克羅埃西亞王后。隔年艾蒙內繼承哥哥阿梅迪奧成為第四代奧斯塔公爵，伊蓮娜又多了「奧斯塔公爵夫人」的頭銜。
1943年，艾蒙內退位，同年兩人的兒子阿梅迪奧出生。1946年義大利廢除了君主制，兩人流亡海外。伊蓮娜在兩年後回到義大利，1974年去世。